# Bionicle: Lysets maske
Bionicle: Lysets Maske er en science fantasy-actionfilm baseret på legetøjsprodukt Bionicle fra Lego. Historien følger to venner, Jaller og Takua, fra ildlandsbyen Ta-Koro og deres jagt efter at finde ejeren af lysets maske, en mystisk artefakt, der kan potentielt besejre Makuta, en ond mørk kræft som truer øen Mata nui. På dansk er fortælleren indspillet af Nis Bank-Mikkelsen.
Filmen blev godt modtaget, og den vandt flere priser. Den vandt Golden Reel Award for Best Visual Effects for en DVD Premiere Movie i december 2003. Derudover vandt den Best DVD ved Saturn Awards i 2004.
I 2014 nævnte Vulture.com filmen i en retrospektiv gennemgang af Legos historie i filmindustrien. Samme år rangerede Radio Times den som en af de bedste film baseret på legetøj, og skrev at udviklerne "gjorde en bedre stykke arbejde en gennemsnittet med at oversætte legetøjet til skærmen". I 2004 fik filmen en efterfølger Bionicle 2: Legenderne om Metru Nui.